# Alpena County
Alpena County ist ein County im Bundesstaat Michigan der Vereinigten Staaten. Der Verwaltungssitz (County Seat) ist Alpena. Das U.S. Census Bureau hat bei der Volkszählung 2020 eine Einwohnerzahl von 28.907 ermittelt.

## Geographie
Das County liegt im Nordosten der Unteren Halbinsel von Michigan, grenzt im Osten an den Lake Huron, einem der 5 großen Seen, und hat eine Fläche von 4390 Quadratkilometern, wovon 2903 Quadratkilometer Wasserfläche sind. Es grenzt im Uhrzeigersinn an folgende Countys: Alcona County, Montmorency County und Presque Isle County.

## Geschichte
Alpena County wurde 1840 als Anamickee County aus Teilen des Mackinac County und freiem Territorium gebildet. Benannt wurde es von Henry Schoolcraft nach einem Wort aus der indianischen Sprache.
Sechs Bauwerke und Stätten des Countys sind im National Register of Historic Places eingetragen (Stand 17. November 2017). Zudem ist das Alpena County Sitz des Thunder Bay National Marine Sanctuary.

## Demografische Daten

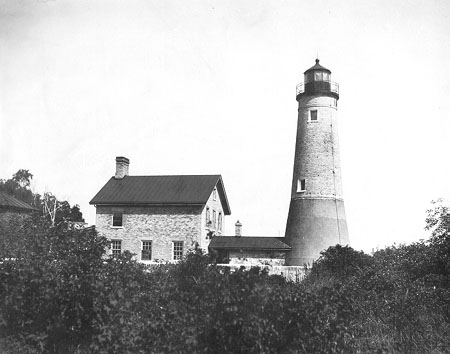
Thunder Bay Island Light Station, gelistet im NRHP mit der Nr. 84001371

Nach der Volkszählung im Jahr 2000 lebten im Alpena County 31.314 Menschen. Davon wohnten 567 Personen in Sammelunterkünften, die anderen Einwohner lebten in 12.818 Haushalten und 8.690 Familien. Die Bevölkerungsdichte betrug 21 Einwohner pro Quadratkilometer. Ethnisch betrachtet setzte sich die Bevölkerung zusammen aus 98,21 Prozent Weißen, 0,25 Prozent Afroamerikanern, 0,39 Prozent amerikanischen Ureinwohnern, 0,33 Prozent Asiaten und 0,12 Prozent aus anderen ethnischen Gruppen; 0,70 Prozent stammten von zwei oder mehr Ethnien ab. 0,58 Prozent der Bevölkerung waren spanischer oder lateinamerikanischer Abstammung.
Von den 12.818 Haushalten hatten 29,4 Prozent Kinder unter 18 Jahren, die bei ihnen lebten. 55,3 Prozent waren verheiratete, zusammenlebende Paare, 9,0 Prozent waren allein erziehende Mütter und 32,2 Prozent waren keine Familien. 27,8 Prozent waren Singlehaushalte und in 13,3 Prozent lebten Menschen im Alter von 65 Jahren oder darüber. Die Durchschnittshaushaltsgröße betrug 2,40 und die durchschnittliche Familiengröße lag bei 2,93 Personen.
23,7 Prozent der Bevölkerung waren unter 18 Jahre alt. 7,8 Prozent zwischen 18 und 24 Jahre, 26,5 Prozent zwischen 25 und 44 Jahre, 24,9 Prozent zwischen 45 und 64 Jahre und 17,1 Prozent waren 65 Jahre oder älter. Das Durchschnittsalter betrug 40 Jahre. Auf 100 weibliche Personen kamen 94,6 männliche Personen. Auf 100 Frauen im Alter von 18 Jahren und darüber kamen statistisch 92,5 Männer.
Das jährliche Durchschnittseinkommen eines Haushalts betrug 34.177 USD, das Durchschnittseinkommen einer Familie 42.366 USD. Männer hatten ein Durchschnittseinkommen von 34.571 USD, Frauen 21.962 USD. Das Prokopfeinkommen betrug 17.566 USD. 7,7 Prozent der Familien und 10,5 Prozent der Bevölkerung lebten unterhalb der Armutsgrenze.

## Orte im County
- Alpena
- Alpena Junction
- Ashland
- Bolton
- Cathro
- Emerson Station
- Herron
- Hubbard Lake
- Lachine
- Lakewood
- Leer
- Long Rapids
- McHarg
- Ossineke
- Paxton
- Rockport
- Spratt

Townships
- Alpena Township
- Green Township
- Long Rapids Township
- Maple Ridge Township
- Ossineke Township
- Saint James Township
- Wellington Township
- Wilson Township